# Barton Turn
Barton Turn – wieś w Anglii, w hrabstwie Staffordshire. Leży 29 km na wschód od miasta Stafford i 175 km na północny zachód od Londynu.